# Sphaerodactylus armasi
Sphaerodactylus armasi — вид геконоподібних ящірок родини Sphaerodactylidae. Ендемік Куби. Вид названий на честь кубинського зоолога Луїса Ф. де Армаса.

## Поширення і екологія
Sphaerodactylus armasi відомі з типової місцевості, розташованої на півострові Маїс на крайньому південному заході країни, в провінції Гуантанамо. Вони живуть в сухих тропічних лісах, в заростях агави. Відкладають яйця.

## Збереження
МСОП класифікує цей вид як такий, що перебуває під загрозою зникнення. Sphaerodactylus armasi загрожує знищення природного середовища. 